# Menjamel modest
El menjamel modest (Ramsayornis modestus) és un ocell de la família dels melifàgids (Meliphagidae).

## Hàbitat i distribució
Habita zones manglar i sabanes per les terres baixes de les illes Aru, Waigeo, Batanta, Salawati, oest i centre de Nova Guinea, arxipèlag D'Entrecasteaux, i costa nord-est d'Austràlia, al nord-est de Queensland.